# Кубок России по футзалу среди женских команд
Кубок России по футзалу среди женских команд проводится Федерацией футзала России с февраля 2000 года, когда турнир был в пригороде Калуги — поселке Анненки. Формула турнира зависит от числа заявившихся коллективов. Если в нулевые годы Кубок России проводился регулярно, зачастую с предварительными этапами, то в последнее время турнир проводится даже не каждый год. Среди победителей турнира — существующая по сей день и вернувшаяся в турниры по футзалу (ФИФА) санкт-петербургская «Аврора», неоднократный чемпион России по обеим разновидностям футзала — волгоградская «Рокада», команды из признанных центров женского футбола — Москвы, Калуги, Чебоксар. Неплохо также выступали команды СК РВСН-"Синко" (Владимир) и «Урожай» из пригорода Костромы — поселка Караваево.
После перехода женских соревнований по футзалу ФИФА под эгиду АМФР заметно сократилось число команд, участвующих в турнирах ФФР, резко упал их общий уровень. Кубок России не имеет четкой привязки к какому-либо сезонному временному отрезку.
В сезоне 2015/2016 Федерация футзала России Кубок среди женских команд не проводила. Однако осенью 2015 года только что созданная Межрегиональная федерация футзала провела в г. Муром турнир среди женских коллективов, названный "Кубком России". В нем победила команда «Экстрим» из Первомайска Нижегородской области.
Многие женские коллективы, развивающие футбол в залах по версии АМФ, выступают в соревнованиях Любительской футбольной лиги по версиям футбола 6х6, 7х7 и 8х8.
Первый неофициальный Открытый Кубок России среди женских коллективов прошел зимой 1992 года с участием клубов России и Кыргызстана в Конаково. Победу в нем одержал красноярский коллектив "Сибирячка-Галактика" .

## Победители и финалисты 2000—2022
| Год  | Победитель                       | Финалист                   |
| ---- | -------------------------------- | -------------------------- |
| 2000 | «Диана» (Москва)                 | круговой турнир            |
| 2001 | "МГСУ-Брико" (Москва)            | круговой турнир            |
| 2002 | «Анненки» (Калуга)               | СК РВСН-"Синко" (Владимир) |
| 2003 | «Аврора» (Санкт-Петербург)       | «Анненки» (Калуга)         |
| 2004 | «Рокада» (Волгоград)             | «Аврора» (Санкт-Петербург) |
| 2005 | «Аврора» (Санкт-Петербург)       | «Рокада» (Волгоград)       |
| 2006 | «Аврора» (Санкт-Петербург)       | «Рокада» (Волгоград)       |
| 2007 | «Рокада» (Волгоград)             | «Искра» (Санкт-Петербург)  |
| 2008 | «Искра» (Санкт-Петербург)        | «Анненки» (Калуга)         |
| 2009 | «Волжанка» (Чебоксары)           | круговой турнир            |
| 2010 | «Волжанка» (Чебоксары)           | «Торпедо-МАМИ» (Москва)    |
| 2011 | «Рокада» (Волгоград)             | круговой турнир            |
| 2012 | «Торпедо-МАМИ» (Москва)          | «Алектан» (Москва)         |
| 2013 | «Урожай» (Караваево, Костр. обл) | «Алектан»(Москва)          |
| 2014 | «Урожай» (Караваево, Костр. обл) | круговой турнир            |
| 2015 | «Урожай» (Караваево, Костр. обл) | круговой турнир            |
| 2016 | нет данных (не проводился ?)     |                            |
| 2017 | «Динамо» (Москва)                | ВТБ (Москва)               |
| 2018 | «Мордовия» (Ковылкино)           | круговой турнир            |
| 2019 | «Сбербанк» (Москва)              | «Задорные-ВТБ» (Москва)    |
| 2020 | «Ювента» (Москва)                | «Триумф» (Санкт-Петербург) |
| 2021 | не проводился                    |                            |

### Кубок России (под эгидой Межрегиональной федерации футзала России)
| Год  | Победитель                       | Финалист               | Счёт    |
| ---- | -------------------------------- | ---------------------- | ------- |
| 2022 | Владимирский стандарт (Владимир) | Сиеста (Ярославль)     | 6:0     |
| 2023 | Динамо- МУППИ (Москва)           | Александра (Белоусово) | по пен. |

### Кубок России (под эгидой Федерации футзала России)
| Год  | Победитель                            | Финалист             |
| ---- | ------------------------------------- | -------------------- |
| 2022 | ЖФК "Домодедово" (Московская область) | "Союз-ГМР" (Гатчина) |